# Saskatoon Crescents

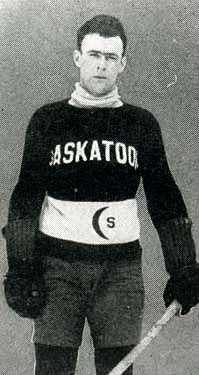
Bill Cook i Saskatoon Crescents tröja.

Saskatoon Crescents var ett professionellt ishockeylag i Saskatoon, Saskatchewan, som spelade i Western Canada Hockey League, Western Hockey League och Prairie Hockey League åren 1921–1928.

## Historia
Saskatoon Crescents gick med i den nybildade ligan Western Canada Hockey League säsongen 1921–22 som Saskatoon Sheiks. Laget flyttade dock under slutdelen av säsongen till Moose Jaw i Saskatchewan och spelade klart säsongen där under namnet Moose Jaw Sheiks. Laget slutade sist i ligan under dess första säsong med 10 poäng på 24 matcher. Säsongen 1922–23 var laget tillbaka i Saskatoon och bytte namn till Saskatoon Crescents men trots hjälp från Newsy Lalonde och Bill Cook slutade laget åter igen sist i ligan.
Säsongen 1923–24 förbättrade sig Saskatoon Crescents och slutade på tredje plats i ligan. Säsongen 1924–25 slutade laget, som bytt tillbaka till namnet Saskatoon Sheiks, på andra plats i ligan bakom Calgary Tigers men förlorade i ligaslutspelets semifinal mot tredjeplacerade Victoria Cougars med målskillnaden 4-6.
Säsongen 1925–26 bytte Western Canada Hockey League namn till Western Hockey League och Saskatoon Sheiks slutade precis som den föregående säsongen på andra plats i ligan, denna gången bakom Edmonton Eskimos. Även scenariot från den föregående säsongens ligaslutspel upprepade sig då laget fick ge sig i semifinalen mot tredjeplacerade Victoria Cougars som vann med målskillnaden 4-3.
Efter det att Western Hockey League avvecklats efter säsongen 1925–26 spelade Saskatoon Sheiks i Prairie Hockey League fram till och med 1928. Säsongen 1932–33 spelade laget i Western Canada Hockey League.
Bland de spelare som representerade Saskatoon Crescents fanns berömdheter som Bill Cook, Newsy Lalonde, Harry Cameron, George Hainsworth, Rusty Crawford och Tommy Dunderdale. 

### Säsong för säsong
M = Matcher, V = Vinster, F = Förluster, O = Oavgjorda, P = Poäng, GM = Gjorda mål, IM = Insläppta mål
| Säsong  | Liga | M  | V  | F  | O | P  | GM  | IM  | Resultat | Slutspel              |
| 1921–22 | WCHL | 24 | 5  | 19 | 0 | 10 | 67  | 137 | 4:a      | Missade slutspelet    |
| 1922–23 | WCHL | 30 | 8  | 20 | 2 | 18 | 91  | 125 | 4:a      | Missade slutspelet    |
| 1923–24 | WCHL | 30 | 15 | 12 | 3 | 33 | 91  | 73  | 3:a      | Missade slutspelet    |
| 1924–25 | WCHL | 28 | 16 | 11 | 1 | 33 | 102 | 75  | 2:a      | Förlorade i semifinal |
| 1925–26 | WHL  | 30 | 18 | 11 | 1 | 37 | 93  | 64  | 2:a      | Förlorade i semifinal |
| 1926–27 | PrHL | 32 | 14 | 15 | 3 | 31 | 103 | 94  | 2:a      | –                     |
| 1927–28 | PrHL | 28 | 18 | 5  | 5 | 41 | 86  | 39  | 1:a      | –                     |